# Зигмунд Еренфрид фон Опел
Зигмунд Еренфрид фон Опел (на немски: Siegmund Ehrenfried von Oppel; * 29 септември 1687 в Ошац в Саксония; † 20 март 1757 в Гота) от благородническия род фон Опел е юрист в Саксония-Тюрингия, дворцов служител и държавник, асесор в имперския камерен съд и наследствен господар в Гозда (днес в град Шпремберг в Бранденбург) и Велерсвалде (днес в Либшютцберг в Саксония).
Той е най-малкият син на Йохан Георг фон Опел (* 12 септември 1635 в Дрезден; † 22 февруари 1696 също там), господар на Велерсвалде при Ошац, и съпругата му Марта фон Косериц († 1711). Дядо му Йохан Георг Опел (1594 – 1661) е таен съветник в Курфюрство Саксония и главен данъчен директор. След смъртта на баща му той е под опекунството на майка си и най-големия му брат Готхелф Зигфрид († 1722), дворцов съветник в Кралство Полша и Курфюрство Саксония при Август Силни и асесор в главния дворцов съд Лайпциг.
През 1707 г. той започва да следва право във Витенберг и завършва 1711 г. с дисертация. Той пътува с курфюрст-саксонска делегация за императорския избор на Карл VI във Франкфурт и след това да учи във Франция и Нидерландия. През 1712 г. той е доброволец в „Големия съюз“ в Испанската наследствена война и за кратко попада във френска плен.
През 1715 г. той става дворцов и канцлерски съветник в съда в Целе и в имперския камерен съд. През 1722 г. той купува имението Велерсвалде на пет километра от Ошац и се жени.
През 1735 г. той получава покана от херцог Фридрих III да стане таен съветник в Саксония-Гота-Алтенбург. През април 1736 г. той отива в Гота и същата година става канцлер. През 1738 г. той е канцлер в Алтенбург и 1742 г. таен съветник в Гота.
След смъртта на херцог Ернст Август I от Саксония-Ваймар-Айзенах на 19 януари 1748 г. Фридрих III фон Саксония-Гота-Алтенбург става опекун на наследствения принц Ернст Август II и Опел води девет месеца управлението на Саксония-Ваймар-Айзенах.
Той се връща през октомври 1748 г. от Ваймар обратно в Гота и Фридрих III го прави президент на своя таен съвет.

## Фамилия
Зигмунд Еренфрид фон Опел се жени на 26 май 1722 г. за Кристиана Шарлота фон дер Планиц, дъщеря на Карл Август Едлер фон дер Планиц, бивш маршал в Саксония-Айзенберг, и съпругата му Кристиана Сибила фон Цемен. Те имат децата:
- Кристина Доротея (* 12 януари 1724; † 1775), омъжена на 13 ноември 1743 г. за саксонско-готския таен съветник Карл Емил фон Уехтриц (1694 – 1775)
- Карл Георг Август (* 11 март 1725, Вецлар; † 3 януари 1760, Мьомпелгард), канцлер в Гота, таен съветник на Вюртемберг, женен на 25 април 1753 г. за Луиза Августа Амалия фон Дьонхоф (* 23 юли/ 25 юли 1731, Берлин; † 29 април 1768, Кьонигсберг, Прусия)
- Марта Елеонора (* 2 май 1726; † 1801), омъжена 1751/1752 г. за Фридрих Хартман фон Вицлебен (* 3 ноември 1722 в Гота; † 3 октомври 1788), дворцов маршал в Саксония-Ваймар
- Йохан Зигмунд (* 2 октомври 1730; † 25 февруари 1798), дворцов съветник в Саксония-Ваймар, женен I. за Анна Хелена Кристиана фон Шлиц, фон Гьорц (* 23 август 1732; † 2 октомври 1760), II. на 28 юни 1764 г. за Каролина Луиза Хенриета фон Бойст, III. 1771 г. за Луиза Фридерика фон Щанге.